# Bopyroides hippolytes
Bopyroides hippolytes là một loài chân đều trong họ Bopyridae. Loài này được Krøyer miêu tả khoa học năm 1838.